# Scooby-Doo au secours de la NASA
Pour plus de détails, voir Fiche technique et Distribution.
Scooby-Doo au secours de la NASA (Scooby-Doo! Mecha Mutt Menace) est un film américain réalisé par Rick Copp, sorti le 24 septembre 2013.

## Synopsis
À l'exposition annuelle de science de Houston, un rover lunaire en forme de chien sème la panique.

## Fiche technique
- Titre : Scooby-Doo au secours de la NASA
- Titre original : Scooby-Doo! Mecha Mutt Menace
- Réalisation : Michael Goguen
- Scénario : Rick Copp
- Musique : Robert J. Kral
- Montage : Bruce A. King
- Production : Victor Cook
- Société de production : Warner Bros. Animation
- Pays d'origine :  États-Unis
- Langue : anglais
- Genre : Animation, aventure et comédie horrifique
- Durée : 22 minutes
- Dates de sortie : 24 septembre 2013

## Distribution
- Frank Welker : Scooby-Doo, Fred Jones
- Grey DeLisle : Daphné Blake
- Matthew Lillard : Sammy Rogers
- Mindy Cohn : Véra Dinkley